# Justin Lerma
Justin Armando Lerma Soliz (Guayaquil, Ecuador, 5 de mayo de 2008) es un futbolista ecuatoriano que juega como centrocampista en el Independiente del Valle de la Serie A de Ecuador.

## Trayectoria
Nacido en Guayaquil, comenzó su carrera en el Guayaquil City F. C. a los 8 años. Posteriormente ingresó a la academia del Independiente del Valle. En abril de 2024 a los quince años fue promovido al primer equipo del Independiente del Valle. Fue suplente no utilizado en el partido de fase de grupos de la Copa Libertadores contra San Lorenzo el 10 de abril de 2024. Tenía 15 años y por su aspecto y un físico muy desarrollado para su edad, miles de usuarios han bromeado sobre si realmente tiene 15 años o no. Un vídeo con sus declaraciones se ha convertido en un auténtico fenómeno viral con más de 2 millones de visualizaciones. Debutó como profesional con Independiente Del Valle en un empate 2-2 de la Serie A de Ecuador con la Universidad Católica el 14 de abril de 2024.
En mayo de 2024 se anunció su traspaso al Borussia Dortmund. Sin embargo, debido a su corta edad, el jugador no se trasladará a Alemania hasta mediados de 2026, ya que este tipo de traspasos solo se permiten a jugadores adultos.

## Selección nacional

### Categorías inferiores
El 5 de enero de 2025 se anunció su convocatoria para disputar el Campeonato Sudamericano Sub-20 en Venezuela.

#### Participaciones en Sudamericanos
| Campeonato                  | Sede      | Resultado    | Partidos | Goles |
| --------------------------- | --------- | ------------ | -------- | ----- |
| Sudamericano Sub-15 de 2023 | Bolivia   | Subcampeón   | 6        | 3     |
| Sudamericano Sub-20 de 2025 | Venezuela | Primera fase | 2        | 0     |
| Sudamericano Sub-17 de 2025 | Colombia  | 8° lugar     | 6        | 3     |

## Estadísticas

### Clubes
Actualizado al último partido disputado el 27 de noviembre de 2024.
| Club                              | Div.          | Temporada     | Liga  | Liga  | Liga   | Copas nacionales | Copas nacionales | Copas nacionales | Copas internacionales | Copas internacionales | Copas internacionales | Total | Total | Total  |
| Club                              | Div.          | Temporada     | Part. | Goles | Asist. | Part.            | Goles            | Asist.           | Part.                 | Goles                 | Asist.                | Part. | Goles | Asist. |
| --------------------------------- | ------------- | ------------- | ----- | ----- | ------ | ---------------- | ---------------- | ---------------- | --------------------- | --------------------- | --------------------- | ----- | ----- | ------ |
| Independiente del Valle · Ecuador | 1.ª           | 2024          | 11    | 0     | 0      | 1                | 0                | 0                | 3                     | 0                     | 0                     | 15    | 0     | 0      |
| Independiente del Valle · Ecuador | Total club    | Total club    | 11    | 0     | 0      | 1                | 0                | 0                | 3                     | 0                     | 0                     | 15    | 0     | 0      |
| Total carrera                     | Total carrera | Total carrera | 11    | 0     | 0      | 1                | 0                | 0                | 3                     | 0                     | 0                     | 15    | 0     | 0      |
| 1. 2.                             |               |               |       |       |        |                  |                  |                  |                       |                       |                       |       |       |        |